# 뉴비
뉴비(newbie, Nube, newb, noob, n00b, n0oB, NOOB)는 풋내기, 새로 온 사람, 어떤 직업에 대한 무경험자를 지칭하는 신조어이다. 뉴비지터(New Visitor)의 약자로도 쓰인다. "늅"으로도 쓰인다. 반의어로 올드비(oldbie)라는 용어가 사용된다. 주로 게임이나 웹사이트 커뮤니티의 초보, 신참을 지칭하는 말로 쓰인다. 원래는 판단 없이 사실에 근거한 목적으로 쓰이는 경우가 많았지만, 신참에 대한 경멸과 조롱의 의미로 쓰이기 시작하면서 지금은 후자로써의 의미로 더 많이 사용하게 되었다.
이 단어의 기원은 알 수 없으나 거의 최초로 쓰여진 곳은 20세기 말 미군 기지에서 쓰여진 것으로 알려져 있다. 베트남전에서 최초로 쓰였다는 말도 있다. 이후 각종 커뮤니티나 특히 MMORPG에서 초보자를 의미하는 뜻으로 많이 쓰이기 시작했으며, 한국에서 처음으로 쓰이기 시작한 것도 울티마 온라인이라는 게임이 그 시초였다. 이후 주로 외국산 온라인 게임에서 많이 쓰이다가 해당 게임들의 인기가 떨어지면서 거의 쓰이지 않게 되었다.

## 같이 보기
- 욕설
- 신조어
- 초보
- 고수 (사람)